# إبراهيم شاهين
إبراهيم سعيد شاهين (1929 - 1977) هو مصري من العريش عمل جاسوسا لإسرائيل وجند زوجته انشراح موسى وأبنائه للعمل معه، تم القبض عليه وإعدامه عام 1977 

## البداية
كان إبراهيم موظفا للحسابات في مديرية العريش، ولم يكن يحمل من مؤهلات سوى الشهادة الإعدادية. وفي أحد حفلات الزفاف تعرف على انشراح موسى وكانت فتاة من مدينة المنيا في صعيد مصر، وبعد أيام قليلة تقدم لطلب زواجها، وبرغم معارضة والدتها لبعد المسافة بين المنيا والعريش، إلا أن انشراح تمسكت به، وخلال مدة قصيرة كانت زفت إليه وانتقلت للعيش معه في مدينة العريش. ثم رزقا بمولودهما الأول نبيل عام 1955، ومن بعده محمد عام 1956، ثم عادل عام 1958. وفي عام 1963م اتفقا على إرسال الأولاد إلى عمهم في القاهرة، ليواصلوا دراستهم هناك، بعيدا عن حياة البداوة التي يتسم بها المجتمع العريشي، وبعد ثلاث سنوات وتحديدا عام 1966 ضُبط إبراهيم يتلقى رشوة، فأحيل إلى المحاكمة وسجن ثلاثة أشهر، ولما خرج واجهته صعوبات الحياة.

## نكسة يونيو 1967
جاءت نكسة يونيو 1967، واحتلت إسرائيل سيناء وسدت الطرق أمام سفر إبراهيم وزوجته إلى القاهرة، وانقطع الأمل في رؤية أولادهما، وأصبح إبراهيم عاجزا عن شراء أبسط الأمور الضرورية للمعيشة.
كانت المخابرات الإسرائيلية تعمل بنشاط زائد في مناطق سيناء المأهولة بالسكان، وتسعى لتجنيد العملاء، ووضعت سلطات الاحتلال قيودًا على حركة أهل سيناء، ومنعت الانتقال من مدينة إلى أخرى إلا بتصريح من الحاكم العسكري الإسرائيلي لسيناء، وبدأت أسر كثيرة تعاني الجوع والحاجة.
ازدادت حالة إبراهيم سوءاً، وكانت زوجته تبكي لرؤية أولادها، فتوجه إبراهيم لمكتب الحاكم العسكري الإسرائيلي يطلب منه تصريحا له ولزوجته بالسفر إلى القاهرة. ظل أيامًا عدة يتردد على مكتب الحاكم العسكري وهم يماطلونه في استخراج تصريح السفر إلى القاهرة، إلى أن صرخ في وجه أحد الضباط بأنه فقد عمله ودخله ولا يوجد في منزله رغيف خبز، فطمأنه الضابط وكان يُكْنَى «أبو نعيم»، ووعده بالنظر في أمر التصريح في أقرب وقت، ودار بينهما حديث غير قصير، انتهى بأن عطف أبو نعيم على إبراهيم وأعطاه كيس دقيق وبعض أكياس الشاي والسكر، فحملها فرحا إلى زوجته وهو يزف إليها قرب انتهاء التصريح بالسفر إلى القاهرة.
مرت أيام وإبراهيم يذهب كل يوم إلى أبو نعيم كي يفي بوعده، لكن لم ير أية بادرة أمل في إمكان سفرهما إلى القاهرة، ولولا كيس الدقيق الذي أخذه لمات جوعًا هو وزوجته. وفقد إبراهيم تقريبًا الأمل في السفر.
ذات صباح فوجئ إبراهيم بمن يستدعيه إلى مكتب أبو نعيم، ولما ذهب إليه أخبره بأن الحاكم العسكري وافق على منحه تصريح السفر هو وزوجته، فتهلل وجه إبراهيم فرحا وسرورا، لكن الضابط أكمل كلامه قائلا: «جاءت موافقة الحاكم العسكري مشروطة، والشرط هو أن تأتيه بأسعار الفاكهة والخضار في القاهرة، والحالة الاقتصادية للبلد بواسطة أخيك الذي يعمل بالاستيراد والتصدير.
علّق إبراهيم على ذلك بأنه شرط بسيط للغاية، وبإمكانه القيام بذلك على خير وجه، وقال إنه سيأتيهم بأسعار الخضار والفاكهة والسلع الاستهلاكية كلها والسمك أيضا، ولو طلبوا أكثر من ذلك لفعل، وكانت استجابة إبراهيم السريعة بمثابة اجتياز للاختبار الأول من قبل أبو نعيم، وكان عليه، أن يحيله إلى الضابط المختص لإكمال المهمة، فدوره ينحصر في الفرز والترشيح.

## السقوط في بئر سبع
في اليوم التالي توقفت سيارة جيب عسكرية أمام منزل إبراهيم، وطلب منه جندي مرافقته إلى مكتب الأمن، حيث كان ينتظره ضابط يدعى أبو يعقوب، بالغ في الترحيب به بدعوى أن أبو نعيم أوصاه به، فشكره إبراهيم وأثنى كثيرا على أبو نعيم، وامتد الحوار بينهما وقتا طويلا، استشف أبو يعقوب من خلاله حاسته المخابراتية أن إبراهيم يدرك ما يبتغيه منه، فطلب منه أن يذهب إلى بئر سبع، حيث مكتب الأمن الرئيس المختص بالتعامل مع أبناء سيناء.
هناك استضافه الإسرائيليون وأكرموه، ولوحوا له بإغراءات ما كان يحلم بها، نظير تعاونه معهم في جمع معلومات عن مصر، وسلموه دفعة أولى مبلغ ألف دولار وهو الذي لم يكن يملك ثمن علبة سجائر، ووعدوه بتأمين حياته هو وذويه في العريش. هكذا تحوّل إبراهيم في بئر سبع من مواطن ذهب للحصول على تصريح بالسفر، إلى جاسوس وقّع صك الخيانة ضد بلده وباع نفسه للشيطان.
خضع الجاسوس الجديد، مثلما هو متّبع، لدورة تدريبية مكثفة، تعلم فيها الكتابة بالحبر السري وتظهير الرسائل ووسائل جمع المعلومات من الأهل والأصدقاء، وتدرب أيضا على كيفية التفريق بين الطائرات والأسلحة المختلفة، واجتاز الدورة بنجاح أذهل مدرّبيه، ويبدو أن نجاحه يعود لاستعداده الفطري للخيانة وتقبّل كل مفرداتها، ووعدوه بحمايته في كل مكان حتى وهو بين أهله في القاهرة، لأن لهم عيوناً في كل مكان.
تدرب إبراهيم أيضا على كيفية بث الشائعات وإطلاق النكات الساخرة من الجيش والقادة، إلى جانب الاحتراز وامتلاك الحس الأمني، ولقّنوه شكل الاستجواب الذي سيتعرض له من قبل الأمن المصري حين وصوله إلى القاهرة، وكيف ستكون إجاباته التي لا تثير أية شكوك.

## العودة
عاد إبراهيم إلى منزله محملا بالهدايا وجيبه عامر بالنقود، ولما سألته زوجته عن مصدرها قال لها بكل جرأة إنه أرشد عن مخبأ فدائي مصري فكافأه الإسرائيليون بألف دولار، ووعدوه بمنحه التصريح خلال أيام، فعانقته بكل سرور، وقالت له: «كانوا سيمسكونه عاجلا أم آجلا»، ولما سألها: «ألا يعد ذلك خيانة؟»، قالت بلهجة استنكارية: «لا لا مستحيل تكون خيانة، كان غيرك سيبلغ ويأخذ الألف دولار، أنت فعلت الصح»، ثم قال لها إبراهيم: «لقد عاملوني بمنتهى الكرم، ووعدوني بالكثير بسبب إخلاصي، وتعهدوا بحماية أهلي وأقاربي إذا ما تعاونت معهم في القاهرة»، ولما سألته عن كيفية التعاون معهم ونوعه وهو في القاهرة قال لها: «طلبوا مني موافاتهم بأسعار الخضار والفاكهة في مصر نظير 200 دولار لكل خطاب»، ففرحت بالمقابل وسرحت بخيالها بعيدًا.
كان تعليق انشراح أنها كي لا تكون خائفة عليه يجب أن يطلعها على رسائله أولا بأول، وأن تشطب هي أية معلومات ترى أنه لا داعي لإرسالها، فاتفقا على ذلك، وكان ذلك تعبيرا عن رغبتها في أن تكون شريكته.

## السفر إلى تل أبيب
في 19 نوفمبر 1967 وصل إبراهيم وانشراح إلى القاهرة بواسطة الصليب الأحمر الدولي، فمنحته الحكومة سكنا مجانيا موقتا بحي المطرية، ثم أعيد إلى وظيفته بعدما نقلت محافظة سيناء مكاتبها من العريش إلى القاهرة، وبعدما استقرت الأمور به قليلا، انتقل إلى حي الأميرية، ومن خلال المحيطين به في السكن والعمل بدأ إبراهيم في جمع المعلومات وتصنيفها، وكانت زوجته تساعده في كتابة رسائله بالحبر السري، وتكتب بالخطابات أنها شريكته في كل صغيرة وكبيرة، وكان بدوره يختم كل رسائله بعبارة «تحيا إسرائيل العظمى»!
بدأ إبراهيم يبحث عن غطاء للرخاء الذي ينعم به، فاتجه إلى تجارة الملابس والأدوات الكهربائية، وبواسطة المال والهدايا كان يتغيب كثيرا عن عمله من دون لومة لائم، وكانت رسائله لمكتب الموساد في روما لا تنقطع، مما حدا رجال الموساد على دعوته وزوجته إلى روما لاستثمارهما في مهام أكثر أهمية.
في أغسطس 1968، وتحت ستار التجارة، أبحر إبراهيم وزوجته على لبنان، ومنها طارا إلى روما حيث التقيا بمندوب الموساد، الذي سلمهما وثيقتي سفر إسرائيليتين باسم موسى عمر ودينا عمر، وعلى طائرة العال الإسرائيلية طار الجاسوس وزوجته إلى تل أبيب حيث كان وفد من ضباط الموساد في استقبالهما بمطار اللد.
استُقبل الاثنان بحفاوة بالغة، شأن استقبال الموساد لعملائهم كلهم، وعوملا معاملة كبار الزوار، ونزلا في فيلا رائعة في تل أبيب لمدة ثمانية أيام، حصلا خلالها على دورة مكثفة في تحديد أنواع الطائرات والأسلحة والتصوير الضوئي وجمع المعلومات، ومنح إبراهيم رتبة عقيد في الجيش الإسرائيلي باسم «موسى»، أما انشراح فقد منحت رتبة ملازم أول باسم «دينا».
في مقابلة مع أحد القيادات العليا في الموساد، طلبت انشراح زيادة مخصصاتهما وأكدت صعوبة الدور الذي يقومان به في سبيل جمع المعلومات وتصنيفها، ونظرا إلى أهمية المعلومات التي حصل الموساد عليها منهما، تقرر لهما مكافأة سخية. عادا من رحلتهما بآلاف الدولارات، وزاد نشاطهما في عمل العلاقات وجمع المعلومات، وإرسال كل جديد أولا بأول للموساد، وكانت مصر وقتها تخوض حرب الاستنزاف، والطيران الإسرائيلي يصل إلى عمق البلاد ويضرب الأهداف والمنشآت المدنية، فكان إبراهيم وزوجته يدوران ويصوّران المنشآت والمصانع ويرسلان الصور مع خريطة تفصيلية للمكان بمساعدة السيارة الجديدة التي اشتراها بأموال الموساد.
عام 1997 نشرت صحيفة معاريف الإسرائيلية حوارا مع عادل ابنهما الأصغر، قال فيه: لن أنسى ذلك اليوم الملعون من صيف عام 1969 طيلة حياتي، فقد استيقظت مبكرا على صوت همسات تنبعث من حجرة نوم والدي، كان أبي وأمي مستغرقين في نقاش غريب، وكانت أمي تمسك في يدها حقيبة جلدية، بينما كان أبي يحاول إدخال آلة تصوير إلى داخلها، لم أر مثلها من قبل في ذلك الحين، وكانت أمي في غاية العصبية، وتقول له: لا ليس كذلك... سيرون الكاميرا، فأخرج أبي الكاميرا وأدخلها مرات ومرات في الحقيبة، فجلست أنظر إليهما وهما يتناقشان، ثم قال لي أبي: «نحن ذاهبون في رحلة إلى الإسكندرية»، وكان الوالد والوالدة في غاية القلق، ولم أرهما سابقا متوترين هكذا، وبدأنا رحلتنا بالسيارة، وكان أبي يتصبب عرقا كلما ابتعدنا عن القاهرة، إلى أن بلل العرق قميصه تماما، وكان يتبادل الكلمات مع أمي بصعوبة، وصمتنا نحن أيضا لشعورنا بأن تلك الرحلة ليست ككل رحلة. في تلك الفترة كانت هناك قواعد عسكرية ومصانع حربية منتشرة حول الطرق الرئيسة في مصر، فلم تخف الدولة شيئا ربما كنوع من استعراض القوة، وعندما بدأنا في الاقتراب من إحدى القواعد العسكرية أخرجت أمي آلة التصوير وأمرها أبي قائلا: «صوري، يللا صوري بسرعة»، فقالت له وأصابعها ترتعش «سنذهب إلى الجحيم بسببك». حركت أمي السترة المعلقة على النافذة وبدأت التصوير، وامتلأت السيارة الصغيرة بصرخاتها الممزوجة بالخوف، فأجابها أبي باللهجة نفسها: «إنها نهايتنا...»، واستمرت أمي في احتجاجاتها قائلة: «سنذهب إلى السجن»، وفي النهاية نظر إليها أبي بعيون متوسلة: «صور عدة أخرى... صور عدة أخرى فحسب».
حاول شقيقي محمد أن يسأل: «ما الذي يحدث؟»، لكن الرد الذي تلقاه كان «أسكت»، فلم نسأل أية أسئلة أخرى بعد ذلك، وعدنا إلى البيت في ذلك اليوم، وفورا أغلق أبي باب حجرته على نفسه، وبعد فترة طويلة خرج وعانق أمي وقال لها: «يا حبيبتي لقد التقطت صوراً رائعة للغاية»، وقالت أمي: «إلى هنا يجب أن نشرح الأمر للأولاد»، وكنا ما زلنا في صدمة وغير مدركين لما يحدث.
تحولت الرحلات الأسرية في أنحاء مصر إلى روتين، فكنا نخرج في نهاية كل أسبوع إلى مدينة جديدة... وكنا نسافر إلى الأقصر وأسوان.. ليس من مكان لم نذهب إليه، وأحيانا كان أبي يحصل على إجازة وسط الأسبوع ونسافر لأيام عدة، وكان يصوّر قواعد ومنشآت عسكرية في مصر، ويسجل عدد الكيلومترات في الطريق، وبذلك يحدد موقع المصانع والقواعد العسكرية... وكنا نحن الأولاد أفضل تغطية.

## بداية النهاية
تصادف أن سافرت انشراح وحدها إلى روما يوم 5 أكتوبر 1973 وقابلها أبو يعقوب يوم 7 أكتوبر وأمطرها بسيل من الأسئلة عن الحرب وأتضح أنها لا تعرف شيئا. أخبرها أبو يعقوب إن الجيش المصري والسوري هجما على إسرائيل وان المصريين عبروا القناة وحطموا خط بارليف، وأمرها بالعودة فورا إلى مصر.
في بداية عام 1974 سافر إبراهيم إلى تركيا ومنها إلى اليونان ثم إلى تل أبيب وحضر اجتماعا خاصا على مستوى عال مع قيادات المخابرات الإسرائيلية الجديدة بعد أن أطاحت حرب أكتوبر بالقيادات السابقة. خضع إبراهيم للاستجواب حول عدم تمكنه من معرفة ميعاد الحرب وأجاب إبراهيم انه لم يلحظ شيئا غير عادي بل أن قريبا له بالجيش المصري كان يستعد للسفر للعمرة، وانه حتى لو كان يعلم بالميعاد فليس لدية أجهزة حديثة لإرسال مثل تلك المعلومات الهامة.
استضاف نائب مدير المخابرات الإسرائيلية إبراهيم وابلغه بأنه سيزود بجهاز إرسال متطور ثمنه 200 ألف دولار وهو أحدث جهاز إرسال في العالم ملحق به حاسوب صغير في حجم اليد له أزرار إرسال على موجة محددة واخبره كذلك أن راتبه الشهري قد رفع إلى ألف دولار إضافة إلى مكافأة مليون دولار في حالة أخبارهم عن موعد الحرب القادمة التي ستشنها مصر بقيادة الفريق سعد الدين الشاذلي!.
أوصلت المخابرات الإسرائيلية الجهاز المتطور بنفسها إلى مصر خشية تعرض إبراهيم للتفتيش، وتسلمت زوجته الجهاز من المكان المتفق عليه عند الكيلو 108 طريق السويس وهي المنطقة التي تعرضت لثغرة الدفرسوار.
بمجرد وصول انشراح للقاهرة اعدوا رسالة تجريبية ولكنهم اكتشفوا عطلا في مفتاح الجهاز وبعد فشل إبراهيم في إصلاحه توجهت انشراح إلى تل أبيب للحصول على مفتاح جديد. لم يدر بخلد انشراح أن المخابرات المصرية التقطت رسالة لها عبر جهاز روسي حديث يسمى «صائد الموجات» وذلك أثناء تدريبها وتجربتها للجهاز الجديد.
أيقن رجال المخابرات المصرية أنهم بصدد الإمساك بصيد جديد، ووضع منزل إبراهيم تحت المراقبة واعتقل صباح 5 أغسطس 1974م مع ولديه وانتظارا لوصول انشراح من تل أبيب أقام رجال المخابرات المصرية بمنزل إبراهيم لثلاثة أسابيع كاملة، وبمجرد وصولها استقبلها رجال المخابرات المصرية وزج بهم جميعا إلى السجن.
كانت المخابرات الإسرائيلية قد بثت رسائل بعد عودة انشراح من إسرائيل واستقبلها رجال المخابرات المصرية على الجهاز الإسرائيلي بعد أن ركبوا المفاتيح، ووصل الرد من مصر.
«أن المقدم إبراهيم شاهين والملازم أول انشراح سقطا بين أيدينا.. ونشكركم على إرسال المفاتيح الخاصة بالجهاز.. كنا في انتظار وصولها منذ تسلم إبراهيم جهازكم المتطور. تحياتنا إلى السيد إيلي زعيرا مدير مخابراتكم»
حوكم الخونة بتهمة التجسس لصالح إسرائيل وأصدرت المحكمة حكمها بإعدام إبراهيم وانشراح بينما حكم على ابنهما الأكبر نبيل بالأشغال الشاقة وأودع الولدان محمد وعادل بإصلاحية الأحداث نظرا لصغر سنهما، ونفذ حكم الإعدام في إبراهيم شاهين شنقا، بينما أفرج عن انشراح وابنها بعد ثلاث سنوات من السجن في عملية تبادل للأسرى مع بعض أبطال حرب أكتوبر.
نشرت صحيفة يديعوت أحرونوت عام 1989 موضوعا عن انشراح وأولادها قالت فيه: أن انشراح شاهين (دينا بن دافيد) تقيم الآن مع اثنين من أبنائها بوسط إسرائيل وهما محمد وعادل بعد أن اتخذت لهما أسماء عبرية هي حاييم ورافي أما الابن الأكبر نبيل فقد غير اسمه إلى يوشي.
وتقول الصحيفة أن دينا بن دافيد تعمل عاملة في دورة مياه للسيدات في مدينة حيفا وفي أوقات الفراغ تحلم بالعودة للعمل كجاسوسة لإسرائيل في مصر!، بينما يعمل ابنها حاييم حارساً ليليا بأحد المصانع، أما الابن الأكبر فلم يحتمل الحياة في إسرائيل وهاجر هو وزوجته اليهودية إلى كندا حيث يعمل هو وزوجته بمحل لغسل وتنظيف الملابس.

### الأعمال الفنية
تناول مسلسل السقوط في بئر سبع والمنتج عام 1994 قصة الجاسوس المصري وزوجته، نقلاً عن رواية إبراهيم وانشراح للكاتب عبد الرحمن فهمي.